# 漠雁
漠雁（1925年—2009年3月27日），原名栾为伦，笔名韧风，男，山东福山人，中国剧作家、话剧导演，中国戏剧家协会理事。